# Zanthoxylum sicyoides
Zanthoxylum sicyoides là một loài thực vật có hoa trong họ Cửu lý hương. Loài này được L. miêu tả khoa học đầu tiên.